# Ctenomys pundti
Ctenomys pundti là một loài động vật có vú trong họ Ctenomyidae, bộ Gặm nhấm. Loài này được Nehring mô tả năm 1900.